# Dương Huy

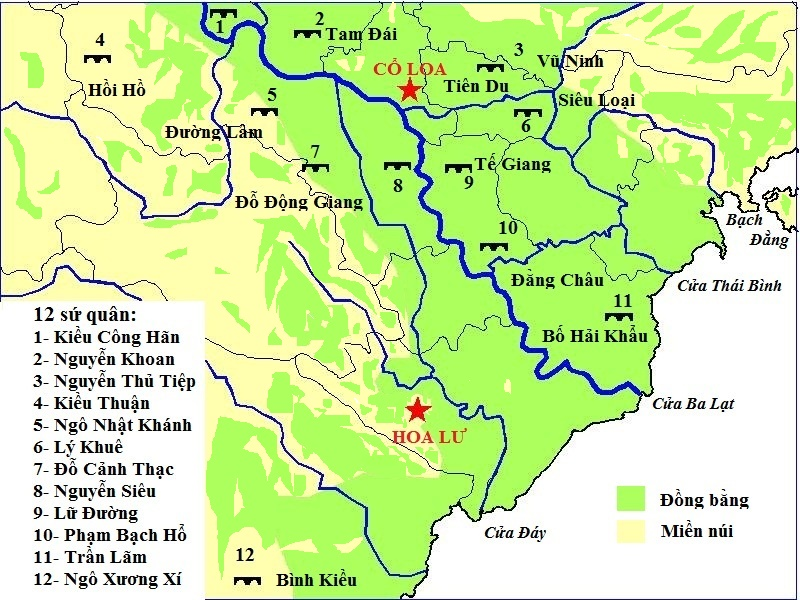
Sơ đồ vị trí 12 sứ quân

Dương Huy (楊輝, ? - 966) là một thủ lĩnh địa phương thời nhà Ngô trong lịch sử Việt Nam. Khi Ngô Xương Văn mất, Dương Huy đã cùng Lã Xử Bình, Kiều Tri Hựu và Đỗ Cảnh Thạc nổi loạn tranh giành ngôi Vua, trực tiếp đưa đất nước rơi vào thời loạn 12 sứ quân. Ông vốn là thứ sử châu Vũ Ninh, vùng đất thuộc Quế Võ (Bắc Ninh) và Chí Linh (Hải Dương) ngày nay. Sau ông bị lực lượng của sứ quân Nguyễn Thủ Tiệp đánh dẹp năm 966 để mở rộng địa bàn cát cứ, thống nhất châu Vũ Ninh và tự xưng là Vũ Ninh Vương.

## Thân thế
Các sử liệu Việt Nam rất ít thông tin về nhân vật Dương Huy ngoài việc mô tả ông cùng Lã Xử Bình, Kiều Tri Hựu và Đỗ Cảnh Thạc tranh lập khi nhà Ngô mất. Một số nhà nghiên cứu cho rằng Dương Huy là con của một vị tướng nhà Ngô là Dương Cát Lợi và đồng nhất Dương Huy với Lý Huy ở châu Tây Long, cũng thuộc phạm vi cửa sông Lục Đầu mà chỉ có Việt điện u linh tập ghi chép rằng Xương Văn về đây đánh dẹp chính là một người, có thể ông mang tên đầy đủ là Dương Lý Huy.
Nhà nghiên cứu Tạ Chí Trường cũng đồng tình với quan điểm trên, ông cho rằng thần tích của Việt điện u linh tập thì có Lý Huy, hơi giống Dương Huy của Lê Tắc. Ông cho rằng ở truyện Hống Hát, nổi lên tên một Lý Huy, có lẽ dư âm lưu lại đến thế kỉ XV để người Minh nghe thành tên Dương Huy, và căn cứ chính của ông ta Côn Lôn, đoán chừng được ở vùng Chí Linh, cũng thuộc châu Vũ Ninh bấy giờ.
Sách Khâm định Việt sử Thông giám cương mục ghi "các đại thần họ Kiều, họ Dương làm loạn" phần nào cho thấy tham vọng của Dương Huy trong cuộc chiến ngôi báu khi Ngô Xương Văn mất. Dương Huy cũng là một thế lực cát cứ lộ diện ngay từ thời Ngô Xương Văn và sau khi Hậu Ngô vương mất lại tiếp tục kéo quân về Cổ Loa tranh ngôi vua nhưng ông không được chép vào danh sách 12 sứ quân vì lãnh địa châu Vũ Ninh của ông sau đó là của sứ quân Nguyễn Thủ Tiệp cai quản.
Theo Việt sử kỷ yếu, Bọn Đỗ Cảnh Thạc, Kiều Tri Hựu, Dương Huy và Ngô (hay Lữ) Xử Bình, đều là tướng tá của Nam Tấn vương, tranh nhau làm vua sau khi Ngô Xương Văn chết, đều không thành, rồi mỗi người đi chiếm giữ một nơi. Nguyễn Thủ Tiệp đánh Dương Huy, chiếm quận Vũ Ninh, làm chủ cả vùng đất rộng.

## Tranh ngôi Vua
Sau khi bị Ngô Xương Văn thu phục, Dương Huy vẫn được Hậu Ngô Vương sử dụng và giao trấn thủ khu vực cai quản cũ, là thứ sử châu Vũ Ninh. Khi Ngô Xương Văn mất, Dương Lý Huy cũng kéo quân về Cổ Loa tranh giành ngôi vua. Đại Việt sử ký tiền biên của Ngô Thì Sĩ khắc in năm 1800 ghi:
"Xét Thập quốc thế gia Ngô Xương Văn mất ở Giao Châu, tướng tá của ông là Lã Xử Bình và Thứ sử Phong Châu là Kiều Tri Hựu tranh nhau lên thay. Giao Chỉ đại loạn.
Bính Dần năm thứ 16 [966]... Bọn quan Tham mưu của Ngô vương là Ngô Xử Bình, Thứ sử Phong Châu là Kiều Tri Hựu, Thứ sử châu Vũ Ninh là Dương Huy, Nha tướng là Đỗ Cảnh Thạc, tranh nhau lên ngôi. Trong nước khắp nơi nổi loạn, ai nấy đều chiếm cứ quận ấp, mưu thôn tính lẫn nhau."
Một số nhà nghiên cứu dựa vào các thần tích ở Bắc Ninh làm cơ sở bổ sung cho sử liệu khẳng định khi sứ quân Nguyễn Thủ Tiệp đóng ở Tiên Du khởi binh đã xuất quân về phía Đông đánh dẹp thứ sử Dương Huy, mở rộng lãnh thổ, lấy cả châu Vũ Ninh, tự xưng là Vũ Ninh vương, giống tên hiệu một vị vua trong thời kì Tam Quốc Triều Tiên.

## Trong truyền thuyết thánh Tam Giang
Theo Sử ký của Đỗ Thiện, Thời Nam Tấn Vương Ngô Xương Văn đi đánh giặc Dương Lý Huy ở Long Châu, đóng quân ở cửa Phù Lan trên sông Lục Đầu, đêm ngủ mộng thấy hai người y quan kỳ vĩ, diện mạo khôi ngô, đến ra mắt vua và thưa rằng:
- Bọn nghịch tặc hoành hành đã lâu lắm, chúng tôi xin tòng quân trợ chiến.

Vua lấy làm lạ, hỏi rằng:
- Bọn khanh là người nào. Ta chưa hề biết mặt; đã có lòng thông cảm thì nên cho biết tính danh.

Hai người đều sụp xuống lạy, thưa rằng:
- Bọn thần là anh em, vốn người Phù Lan, nguyên họ Trương, anh tên là Hống, em tên là Hát, đều làm tướng của Việt Vương. Việt Vương bị Lý Phật Tử đánh bại, Nam Đế đem lễ vật đến rước bọn thần có ý muốn cho làm quan. Bọn thần thưa lại rằng: Tôi trung chẳng thờ hai vua, gái trinh chẳng đổi hai chồng, huống hồ ngươi là người bội nghĩa mà còn muốn khuất cái tiết bất di dịch này ư? Mới trốn vào ở núi Phù Long; Nam Đế nhiều lần cho người đến truy nã không được, mới treo ngàn vàng cầu người bắt. Bọn thần không còn đường tiến thoái nên đều uống thuốc độc mà qua đời. Thượng đế thương bọn thần vô tội chết chẳng phải mệnh, sắc bỏ chức Than Hà Long Quân Phó Sứ, tuần hai sông Vũ Bình và Lạng Giang đến tận trên nguồn, hiệu là Thần Giang Đô Phó Sứ. Trước kia Tiên Chúa trong chiến dịch Bạch Đằng, bọn thần đã hiệu lực trợ thuận.

Vua tỉnh dậy, bảo đem cỗ rượu đến điện tế, khấn rằng:
- Quả có anh linh, hãy phù trợ chiến dịch này, nếu được thắng lợi, tức thì dựng miếu và phong tước, hương hỏa đời đời.

Vua mới tiến quân vây núi Côn Lôn, giặc ỷ thế hiểm trở, không ai có thể vịn trèo mà lên được. Đóng đồn lâu quá, quân sĩ đều có ý trở tâm. Đêm ấy vua mộng thấy hai Vương đốc binh, bộ ngũ liên thuộc đều có mặt mày như quỷ thần cả, hàng ngũ rất nghiêm, bộ lạc rất chỉnh tề hội tại cửa Phù Lan. Binh ông anh đóng từ sông Vũ Bình đến sông Như Nguyệt tiến đến đầu nguồn sông Phú Lương; Binh ông em đi từ men sông Lạng Giang vào sông Nam Bình (Sông Thương ngày nay).
Vua tỉnh dậy bảo với tả hữu, quả nhiên trận ấy được toàn thắng. Bình xong giặc Tây Long, vua sai Sứ chia chỗ lập đền thờ, đều phong làm Phúc Thần một phương, chiếu phong anh là Đại Đương Giang Đô Hộ Quốc Thần Vương, lập đền ở cửa sông Như Nguyệt. Còn em là Tiểu Đương Giang Đô Hộ Quốc Thần Vương, lập đền ở cửa sông Nam Bình.